# Podhoří (Cheb)
Podhoří (deutsch Kreuzenstein) ist eine Siedlung der Stadt Cheb (Eger) im Okres Cheb (Bezirk Cheb) in der Tschechischen Republik.

## Lage

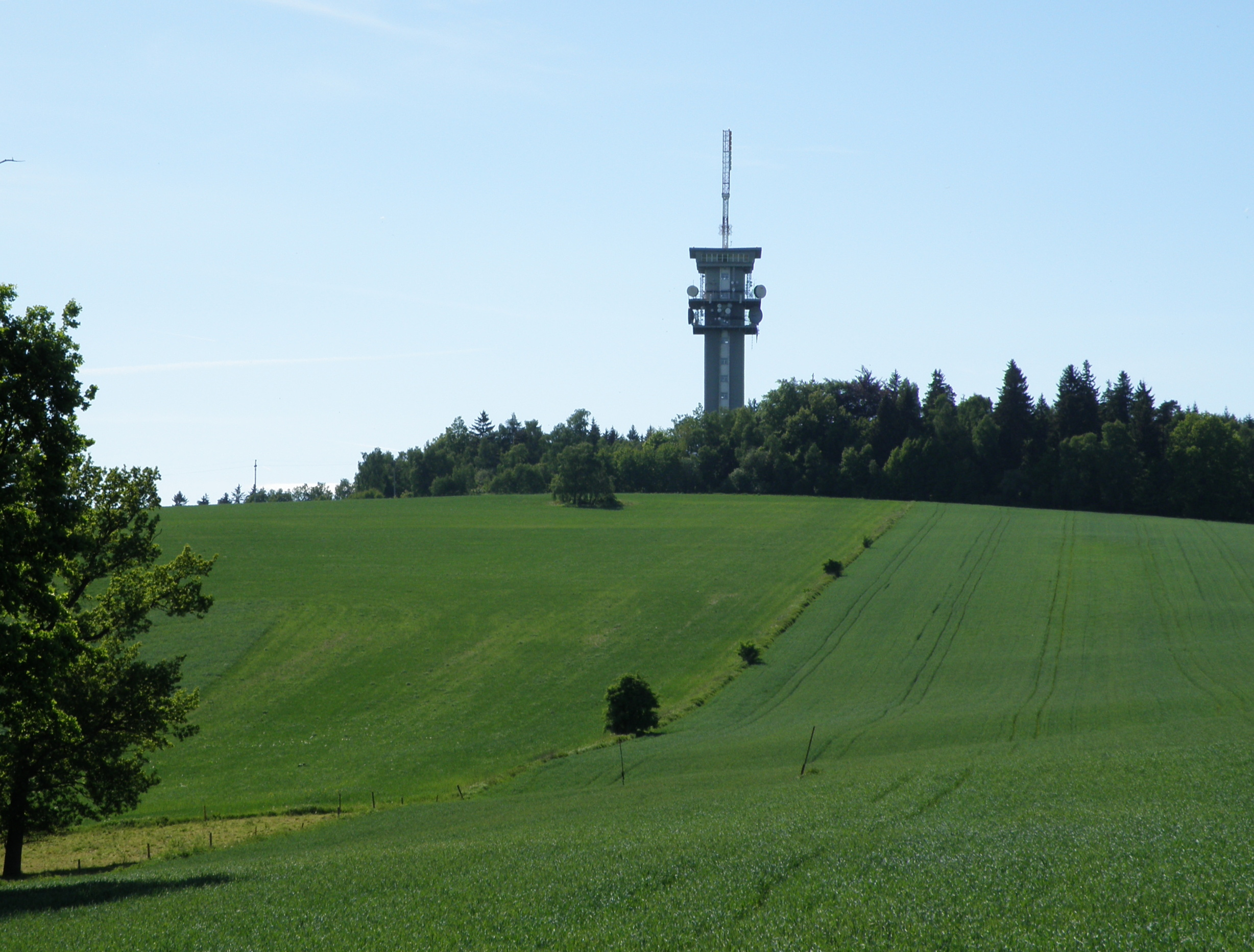
Zelená hora (Grünberg) südlich des Ortes

Der Ort im Egerland liegt rund 2 km westlich von Cheb und direkt an der Straße nach Schirnding in Oberfranken, dessen Grenze nur rund 3 km westlich liegt. Die Talsperre Skalka liegt direkt nördlich des Ortes. Südlich befindet sich der Grünberg mit einem Bismarck-Aussichtsturm. Die Gemarkung mit dem Namen Podhoří u Chebu hat eine Fläche von 2,99 km².

## Geschichte

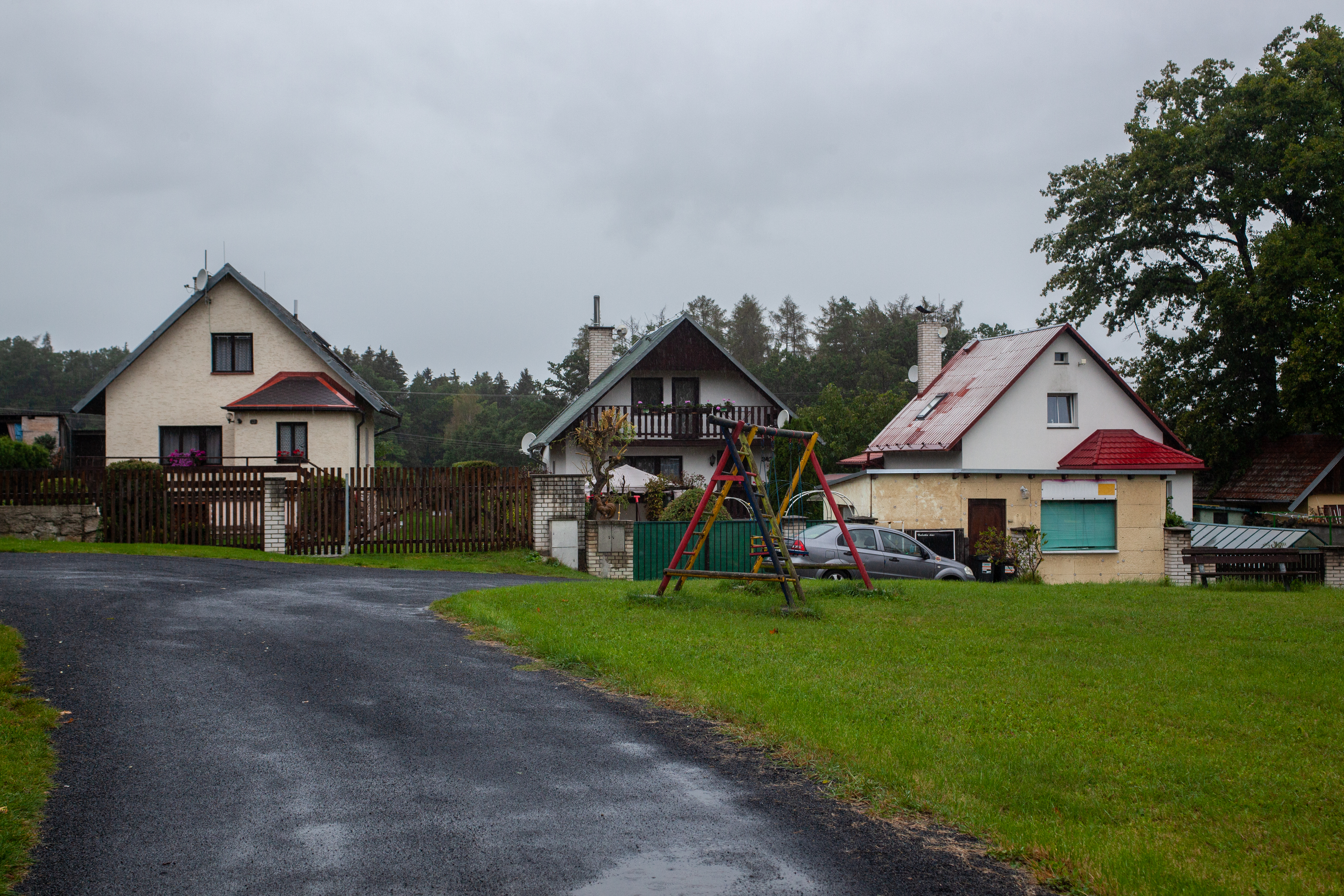
Blick in die Ortslage (2020)

Kreuzenstein wurde erstmals 1395 schriftlich erwähnt. Aufgrund der Nähe zu Eger ergibt sich eine lange Verwaltungszugehörigkeit dorthin, bspw. zum Gerichtsbezirk Eger in der Tschechoslowakei. 2011 lebten im Ort 72 Personen.
| Jahr      | 1869 | 1880 | 1890 | 1900 | 1910 | 1921 | 1930 | 1950 | 1961 | 1970 | 1991 | 2001 | 2011 |
| --------- | ---- | ---- | ---- | ---- | ---- | ---- | ---- | ---- | ---- | ---- | ---- | ---- | ---- |
| Einwohner | 65   | 69   | 63   | 60   | 66   | 85   | 81   | 41   | 23   | 12   | 8    | 17   | 72   |
| Häuser    | 8    | 18   | 18   | 10   | 10   | 10   | 10   | 11   | -    | 2    | 5    | 1    | 7    |

## Belege
1. ↑  STATISTICKÝ LEXIKON OBCÍ ČESKÉ REPUBLIKY 2013 Podle správního rozdělení k 1.1. 2013 a výsledků sčítání lidu, domů a bytů k 26. březnu 2011 Zpracoval Český statistický úřad ve spolupráci s Ministerstvem vnitra ČR. 1. Januar 2013, S. 265, abgerufen am 19. März 2024 (tschechisch).
2. ↑  https://www.czso.cz/documents/10180/20537734/130084150411.pdf/